# Erard I de Brienne
Erard I (d. cca. 1120?) a fost conte de Brienne.
Erard era fiul contelui Valter I de Brienne, cu soția sa Eustachia de Tonnerre.
În 1097, Erard este consemnat ca participând la prima cruciadă.
În 1110, s-a căsătorit cu Alice de Roucy-Ramerupt, fiica lui Andrei de Montdidier-Roucy, senior de Ramerupt.  Ei au avut trei copii:
- Valter al II-lea de Brienne, succesor în comitatul de Brienne și senior de Ramerupt.
- Guy
- Félicité, care se va căsători cu Simon I de Broyes, iar apoi, în 1142 cu Geoffroi al III-lea, senior de Joinville.

1. ↑  Medieval Lands, accesat în 10 februarie 2016
2. ↑  The Peerage